# 哈爾登貝格巴赫河

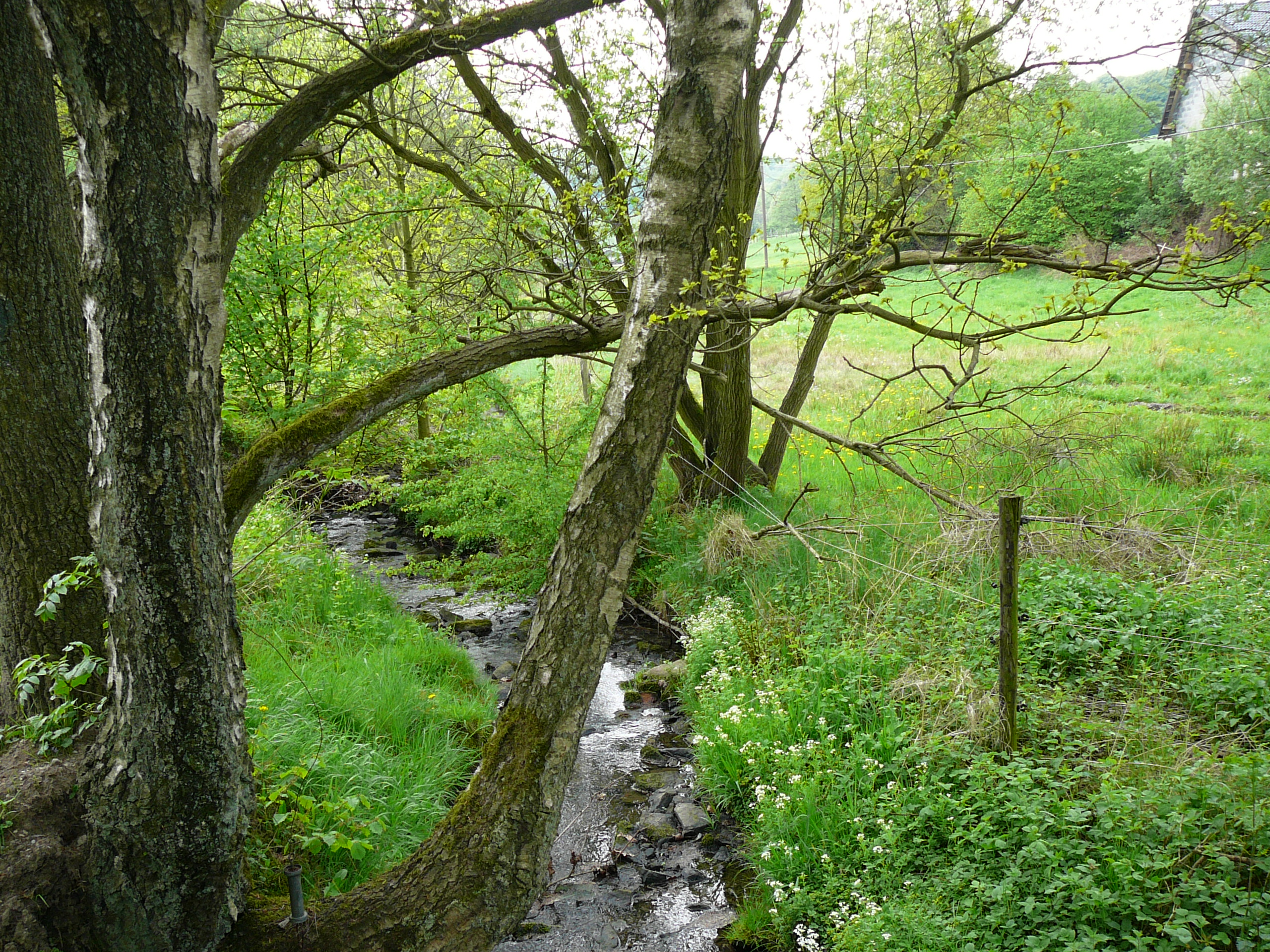

51°21′10.5″N 7°7′19.7″E / 51.352917°N 7.122139°E
哈爾登貝格巴赫河（德語：Hardenberger Bach），是德國的河流，位於該國西部，處於北萊茵-威斯特法倫州，屬於代爾巴赫河的支流，河道全長13.2公里，流域面積35平方公里。